# Чикирис, Андрей Геннадьевич
Андре́й Генна́дьевич Чикири́с (род. 12 декабря 1960, Ахалцихе, Грузинская ССР) — российский режиссёр и продюсер.

## Биография
Андрей Чикирис родился 12 декабря 1960 года в г. Ахалцихе, Грузинской ССР, в семье военнослужащего. Окончив в 1983 году филологический факультет МГПИ им. Ленина (ныне МПГУ), был призван в армию. Демобилизовавшись в 1985 году, Чикирис пришел работать ассистентом режиссера на Центральное телевидение, в Главную редакцию Научно-популярных и учебных программ, где под руководством главного редактора, известного медиапедагога и медиакритика Вилена Васильевича Егорова довольно быстро вырос до режиссёра отдела литературы и искусства. Этому в немалой степени способствовало то, что параллельно с работой он продолжал учёбу — теперь уже профессиональную.
В 1987 году Чикирис окончил двухгодичные телевизионные Режиссёрские курсы (мастерская Д. Г. Кознова и О. В. Козновой) по специальности «режиссёр документально-художественных телепередач», а затем поступил на режиссёрский факультет Театрального училища им. Б. В. Щукина (мастерская А. М. Поламишева). Здесь в 1992 году он получил диплом режиссёра драматического театра. Его дипломной работой стала телеверсия спектакля по повести Н.Гоголя «Записки сумасшедшего».
Начало 90-х годов — время рождения нового открытого телевидения в России, и Андрей Чикирис вместе с основателями телекомпании ВИD (Взгляд и Dругие) делает несколько программ, которые приобрели огромную популярность. Среди них — одно из первых на российском ТВ публицистических ток-шоу «Тема» с Владом Листьевым, с активной аудиторией в студии. Чикирис был сначала режиссёром, а потом руководителем этой программы. Сотрудничая с Листьевым в дальнейшем, он в качестве режиссёра-постановщика запускает для ВИD ежедневную программу «Час пик» — первый в России опыт телевизионного ток-шоу в жанре «один-на-один», участниками которого стали самые яркие фигуры общественной жизни страны. Кроме того, Андрей Чикирис был режиссёром-постановщиком таких программ телекомпании ВИD, как «ДА» с Андреем Черкизовым и «Человек недели» с Еленой Саркисян.
В 1997 году по приглашению руководителей телеканала «ТВ Центр» Станислава Архипова и Бориса Вишняка Чикирис в качестве режиссёра-постановщика берется за создание новой ежедневной информационно-аналитической передачи «На самом деле» с пишущими журналистами Михаилом Леонтьевым, Ольгой Романовой и Дмитрием Волковым, которым предстояло впервые появиться на телеэкране в качестве телеведущих. После выхода в эфир эта программа получила один из самых высоких рейтингов на канале «ТВ Центр», а Андрея Чикириса пригласили на должность главного режиссёра Службы общественно-политического вещания и предложили возглавить еженедельную итоговую информационную программу «День седьмой».
Чтобы «День седьмой» отличался от аналогичных программ на других телеканалах, Чикирис в качестве ведущего пригласил вернувшегося из эмиграции Льва Бруни и к участию в ней привлёк не телевизионных, но хорошо известных «пишущих» журналистов с большим опытом работы в печатных СМИ (в частности, Михаила Леонтьева и Татьяну Малкину). В части исторических материалов с программой сотрудничал Леонид Млечин. В то время на телевидении практически не было «идеологической цензуры», и в качестве гостей в студии побывали все самые неординарные личности живой политики. «Шапку» для программы озвучил Армен Джигарханян, а авторами спецрепортажей были Юрий Лесскис, Катерина Гордеева и Всеволод Лисовский.
В начале 1999 года Чикирис получил предложение руководства ОРТ (с 2002 года — ОАО «Первый канал») поставить для Михаила Леонтьева информационно-аналитическую программу «Однако» в жанре журналистской «колонки». Ее предстояло придумать и «вписать» в рамки программы «Время». В качестве режиссёра-постановщика Чикирис смог в кратчайшие сроки запустить проект, и авторский комментарий Михаила Леонтьева (в разные периоды — также Александра Привалова и Максима Соколова) к знаковым политическим событиям в неизменном виде выходит в эфир до настоящего времени.
С 2002 по 2013 год состоял в должности продюсера, заместителя руководителя Отдела авторских программ при Дирекции информационных программ ОАО «Первый канал». Очередным этапом в профессиональной биографии продюсера Андрея Чикириса стала постановка итоговой аналитической авторской программы Леонтьева «Другое время». Передача выходила в эфир не по воскресеньям, как другие аналитические программы, а в понедельник. Это был особый взгляд на события недели в комментариях Льва Бруни, Виталия Третьякова, Александра Невзорова (по телемосту), Юлии Латыниной и даже Авигдора Эскина из тюрьмы в Израиле.
В 2007 году Чикирис в качестве продюсера (совместно с Михаилом Леонтьевым) запустил на «Первом канале» 8-серийный документальный телепроект «Большая игра». Толчком к его созданию послужила книга известного британского журналиста и писателя Питера Хопкирка, изданная в России под заголовком «Большая игра против России. Азиатский синдром».
Среди других заметных вех в биографии Андрея Чикириса — первое на российском ТВ ежевечернее развлекательное ток-шоу «Добрый вечер с Игорем Угольниковым» (РТР, 1996), программа-интервью «Родом из детства» (НТВ, ТВ Центр, 1997—1998), где Чикирис выступал в роли интервьюера, запущенный в прямом эфире утренний канал «Настроение» (ТВЦ, 2000), а также придуманная им игра «Грамотей» на тему русского языка.
Еще одна сфера творческих интересов Андрея Чикириса — документальное кино. В качестве продюсера и режиссёра-постановщика он снял около двух десятков фильмов различной тематики. Среди них документальная лента о «великих слепых» XX века «Ванга и Матрона Московская» (автор сценария А. Беланов) и политический плакат по идее Вероники Крашенинниковой «Оранжевые дети Третьего Рейха».
В 2007 году Чикирис стал кандидатом искусствоведческих наук, защитив во Всероссийском Государственном институте кинематографии им. С. А. Герасимова (ВГИК) под научным руководством Н.А. Дымшиц диссертацию по теме «Телевизионное вещание. Формирование зрительского восприятия». В ней рассматривались глубинные основания эстетики индивидуума и проблемы эстетической зависимости.
Андрея Чикириса в качестве признанного имиджмейкера неоднократно приглашали в различные предвыборные кампании, где он сотрудничал, в частности, с экспертом Леонидом Радзиховским и политологом Марком Урновым. За плечами у Чикириса — три президентские, две думские и две губернаторские избирательных кампании, работа с такими политиками как Александр Лебедь, Виктор Черномырдин, Аман Тулеев, Владимир Рыжков.
В настоящее время Андрей Чикирис является креативным продюсером и занимает должность Руководителя продюсерского центра на «Общественном телевидении России», где с момента основания телеканала выпустил в эфир уже более двадцати различных проектов.

## Карьера на телевидении
- 1985 год — ассистент режиссера Главной редакции Научно-популярных и учебных программ ЦТ, Отдел литературы и искусства, затем — режиссёр
- 1991 год — режиссёр в телевизионной студии «Шаболовка-37», ВГТРК
- 1992 год — режиссёр Творческого объединения «Ковчег»
- 1992—1995 годы — режиссёр т/о «Эксперимент» телекомпании «ВИD»
- 1995—1997 годы — режиссёр и руководитель программы «Тема», т/к «ВИD»
- 1997—1999 годы — главный режиссёр Службы общественно-политического вещания, а затем Дирекции общественно-политических программ «ТВ Центр»
- 1999 год — руководитель группы «Добрый день» Дирекции утреннего телеканала ОАО «ОРТ»
- 2000 год — главный режиссёр и художественный руководитель Главной редакции Утреннего канала ТВЦ
- 2002—2013 годы — продюсер и заместитель руководителя отдела авторских программ Дирекции информационных программ ОАО «ОРТ», позже — ОАО «Первый канал»
- С 2014 года — заместитель главного продюсера, а с 2021 года креативный продюсер Общественного телевидения России
- С 2022 года — руководитель Продюсерского центра Общественного телевидения России

## Режиссёр-постановщик
- 1987—1992 годы — ежемесячная программа «Если вам за…» (ведущая Л. Белинская), цикл программ «Азы» (ведущая Н. Кончаловская), а также работал над программой «Русская речь»
- 1991 год — телеспектакль по повести Н. В. Гоголя «Записки сумасшедшего»
- 1992—1995 годы — программы «Да» (ведущий А. Черкизов), «Человек недели» (ведущая Е. Саркисян), «Час Пик» (ведущий В. Листьев) (ОРТ)
- 1992—1994 годы — программа «Тема» (ведущий В. Листьев) (ОРТ)[9]
- 1996 год — программа «Добрый вечер с Игорем Угольниковым» (РТР)
- 1997—1999 годы — программа «На самом деле» (ведущие М. Леонтьев, О. Романова, Д. Волков) (ТВ Центр)

## Руководитель программы
- 1995—1997 годы — программа «Тема» (ведущие В. Листьев, Л. Иванова, Менделеев, Ю. Гусман) (ВИД)
- 1997—1998 годы — программа «Родом из детства» (НТВ, ТВ Центр) (совместно с Д. Менделеевым)
- 1997—1999 годы — итоговая информационно-политическая программа «День седьмой» (ведущий Л. Бруни) (ТВ Центр)
- 1999 год — программа «Добрый день» (ОРТ)

## Продюсер
- 2000 год — Утренний канал «Настроение» (ТВЦ)
- 2001—2008 годы — программа «Здоровье и жизнь» (позже — «Студия Здоровье») с Александром Жаровым, позже с Ириной Чукаевой (ВГТРК, РТР)
- 2002—2013 годы — программы «Однако» (ОРТ / «Первый канал», ведущий М. Леонтьев)[10], информационно-политическая программа «Другое время» (ведущий М. Леонтьев), «Театр кукол с Михаилом Леонтьевым» (продюсер от «Первого канала»)
- 2007—2010 годы — цикл документальных фильмов «Большая игра» (ведущий М. Леонтьев), «Оранжевые дети Третьего Рейха» (ведущие М. Леонтьев и В. Крашенинникова) (Первый канал)
- 2008 год — документальный фильм «Великие слепые 20 века. Ванга и Матрона Московская» («Россия»)
- 2010 год — программа «Малые города России» (ведущий П. Алешковский)
- 2013 год — программа «Без предисловий»[11] (ОТР)
- 2013—2015 годы — программы «ЖКХ от А до Я»[12] (ведущая Е. Николаева), «Школа. 21 век»[13] (ведущий А. Кузнецов), «Студия Здоровье»[14] (ведущая И. Чукаева) (ОТР)
- 2014—2017 годы — цикл программ «Гамбургский счёт»[15] (ведущая Ольга Орлова[16]) (ОТР)
- 2016 год — цикл программ «Нестандартная модель. Профессии будущего»[17] (ведущие Е. Насыров и Я. Блоцкая) (ОТР)
- 2016—2019 годы — цикл программ Дом «Э»[18] (ведущий С. Бодрунов) (ОТР)
- 2021 – цикл программ «Фигура речи»[19] с Николаем Александровым (ОТР)
- 2021 – постановка проекта «Очень Личное»[20] с Виктором Лошаком (ОТР)
- 2021 – пилотный выпуск цикловой программы #СХОДИКВРАЧУ[21] (ОТР)
- 2022 – цикл программ «КИНО.DOK по ГАМБУРГСКОМУ СЧЁТУ»[22] (ОТР)
- 2022 – постановка цикловой программы «Клуб главных редакторов»[23] с Павлом Гусевым (ОТР)
- 2022 -  постановка цикловой программы «РЕКТОРАТ»[24] с Анатолием Торкуновым (ОТР)
- 2022 -  новогодний проект "ЧТО ОСТАЛОСЬ ЗА КАДРОМ"[25](ОТР)
- 2023 -  программа к 9 мая "О ГЕРОЯХ БЫЛЫХ ВРЕМЕН"[26](ОТР) песни из кинофильмов о войне
- 2023 -  новогодний проект "НАША ЕЛОЧКА"[27](ОТР)
- 2023 -  цикловая программа "КИНО НА ВСЕ ВРЕМЕНА"[28](ОТР)
- 2024 -  программа к 9 мая "Я УБИТ ПОДО РЖЕВОМ"[29](ОТР) читает Максим Меркулов
- 2024 -  специальный проект "НАШ ПУШКИН"[30](ОТР)
- 2025 -  новогодний проект "ДЕТСКИЙ СЕАНС"[31](ОТР) (7 частей)
- 2025 -  праздничный киноконцерт "СМЕХ СКВОЗЬ КЛАССИКУ"[32](ОТР)
- 2025 -  цикловая программа "НАШИ В ГОЛЛИВУДЕ"[33](ОТР)

## Телеведущий
- 1997—1998 годы — проект «Родом из детства» (НТВ, ТВ Центр)

## Награды
- Медаль ордена «За заслуги перед Отечеством» II степени (1 марта 2024 года) — за заслуги в области средств массовой информации, многолетнюю добросовестную работу[34].